# Bistum Nord-Hålogaland

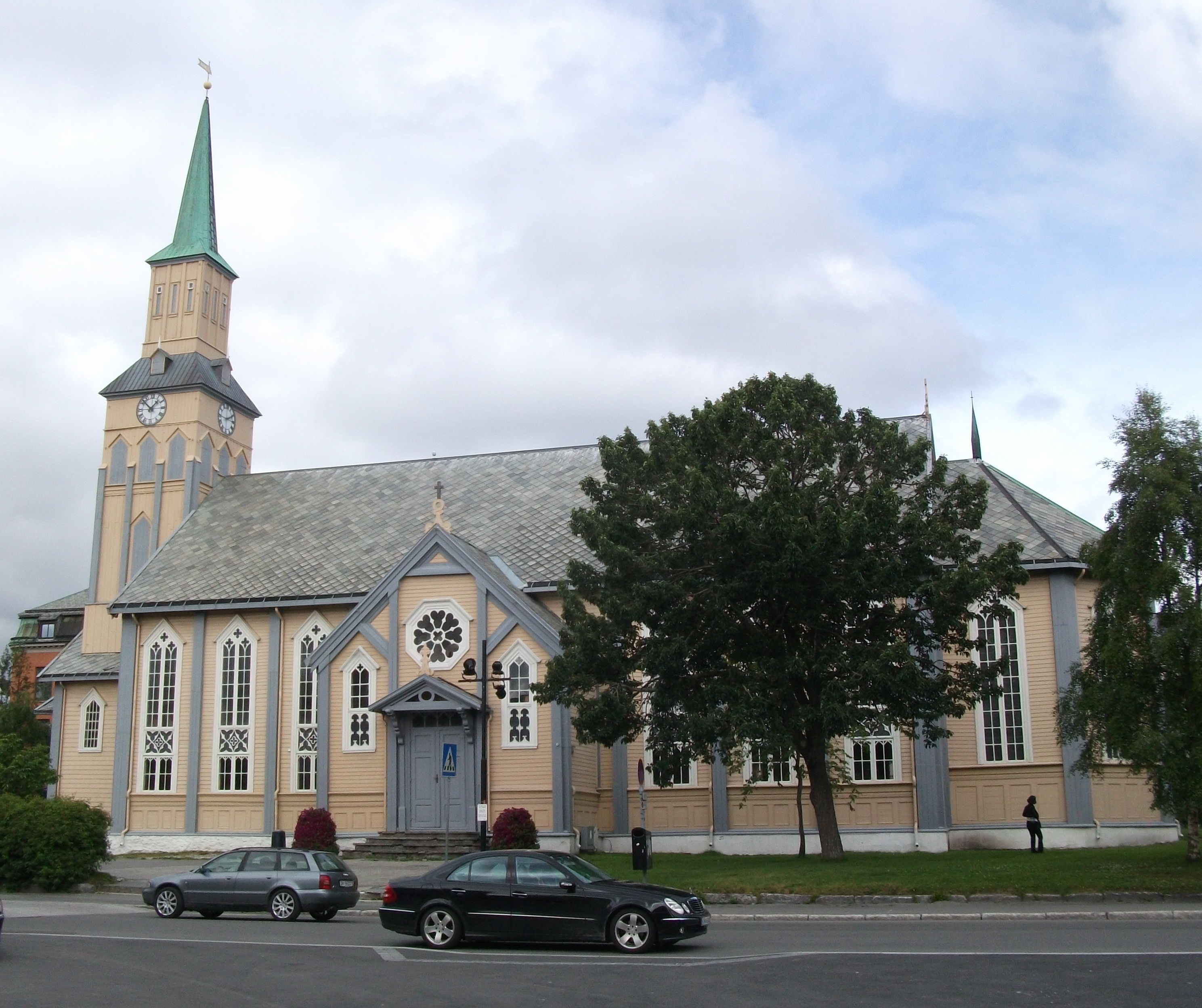
Tromsø Domkirche

Karte der lutherischen Bistümer in Norwegen

Das Bistum Nord-Hålogaland (norwegisch Nord-Hålogaland bispedømme, nordsamisch Davvi-Hålogalándda bismagodda) ist eine der elf Diözesen der evangelisch-lutherischen Norwegischen Kirche. Als Bischof amtiert seit 2014 Olav Øygard. Die Kathedrale ist der Dom zu Tromsø.

## Umfang
Das Bistum Nord-Hålogaland wurde 1952 gegründet, als das Bistum Hålogaland in Sør-Hålogaland und Nord-Hålogaland geteilt wurde. Es umfasst das Gebiet der Fylker Troms und Finnmark sowie Svalbard und besteht aus 62 Kirchengemeinden in acht Propsteien (norwegisch prosti). Von den 242 168 Einwohnern des Gebiets gehörten Ende 2020 185 146 (= 76,5 %) zur Norwegischen Kirche. Das Bistum hatte 2020 104,75 Vollzeitstellen (årsverk), wovon 90 Stellen Pfarrstellen waren.

## Bischöfe
- Alf Wiig 1952–1961
- Monrad Norderval 1961–1972
- Kristen Kyrre Bremer 1972–1979
- Arvid Nergård 1979–1990
- Ola Steinholt 1990–2001
- Per Oskar Kjølaas 2002–2014
- Olav Øygard seit 2014